# Маний Валерий Максим Корвин Мессала
Ма́ний Вале́рий Ма́ксим Корви́н Месса́ла (лат. Manius Valerius Maximus Corvinus Messalla; III век до н. э.) — древнеримский военачальник и политический деятель из патрицианского рода Валериев, консул 263 года до н. э., цензор 252 года до н. э. Командовал армией на начальном этапе Первой Пунической войны.

## Происхождение
Маний Валерий принадлежал к одному из самых знатных патрицианских родов Рима. Легендарный прародитель Валериев был сабинянином и переселился в Рим вместе с соправителем Ромула Титом Тацием. Его потомок Публий Валерий Публикола стал одним из основателей Римской республики и консулом в первый год её существования, и в дальнейшем Валерии регулярно появлялись в Капитолийских фастах.
Отцом Мания Валерия был Марк Валерий Максим, консул 312 года до н. э.; дедом — шестикратный консул Марк Валерий Корв.

## Биография
Первое упоминание о Мании Валерии в источниках относится к 263 году до н. э., когда он стал консулом. Предположительно Максим Корвин был тогда уже зрелым человеком. Его коллегой стал незнатный плебей Маний Отацилий Красс. Консулы совместно возглавили четыре легиона, двинувшиеся в Сицилию, чтобы продолжить начавшуюся там годом ранее войну против Сиракуз и Карфагена. Здесь они взяли штурмом город Гадраний, после чего большинство городов острова из страха перешло на их сторону без боя: Евтропий сообщает о 52 сдавшихся городах, Диодор Сицилийский — о 67. Подробности боевых действий неизвестны, как и то, какую роль в них сыграл каждый из консулов. Тот факт, что Маний Валерий получил по возвращении в Рим право на триумф и почётный агномен Мессала, может указывать на то, что его заслуги были больше. Существует и другая возможность: сенат мог выделить из двух победителей более знатного.
Царь Сиракуз Гиерон II предложил консулам мир и союз, и те согласились, так как римская армия для продолжения войны с Карфагеном нуждалась в базе снабжения. По условиям мирного договора Сиракузы освобождали пленных и выплачивали 100 или 200 талантов серебра. Заключив этот союз, сохранявшийся почти 50 лет и существенно усиливший Рим в его противостоянии Карфагену (в историографии существует даже мнение, что этот договор предрешил исход всей войны), консулы вернулись в Италию.
При вступлении в Рим Маний Валерий отпраздновал триумф над карфагенянами и Гиероном (De Paeneis et Rege Siculorum Hierone). Он установил на форуме, рядом с Гостилиевой курией, картину, изображавшую его победы, а рядом с ораторской трибуной — трофейные солнечные часы из Катаны. Последние простояли почти сто лет, хотя показывали неправильное время. Частью имени триумфатора стал агномен Messalla (от названия сицилийского города Мессана), который в дальнейшем носили его потомки в качестве второго когномена.
Выборами магистратов на 262 год до н. э. руководил Маний Отацилий. Ф. Мюнцер предполагает, что новые консулы действовали в интересах Мессалы и Красса и, в частности, организовали избрание консулами на 261 год до н. э. их сородичей — в том числе Луция Валерия Флакка
В 252 году до н. э. после внеочередных выборов Мессала стал цензором вместе с плебеем Публием Семпронием Софом. Известно, что коллеги исключили из сената 16 человек, а 400 всадников перевели в эрарии (низшую категорию граждан), поскольку те в ходе очередной сицилийской кампании отказались участвовать в осадных работах.

## Потомки
Сыном Мания Валерия был Марк Валерий Максим Мессала, консул 226 года до н. э.